# Ilija Nestorovski
Ilija Nestorovski (Macedonisch: Илија Несторовски) (Prilep, 12 maart 1990) is een Macedonisch voetballer die doorgaans als aanvaller speelt. Hij verruilde US Palermo in juli 2019 voor Udinese. Nestorovski debuteerde in 2015 in het Macedonisch voetbalelftal.

## Clubcarrière
Nestorovski begon zijn carrière in eigen land bij Pobeda Prilep. In 2010 trok hij naar het Tsjechische 1. FC Slovácko. Die club verhuurde hem aan Viktoria Žižkov en aan Metaloerg Skopje. In 2013 tekende de Macedonisch international bij het Kroatische Inter Zaprešić. Hij maakte 69 doelpunten in 90 wedstrijden in de Kroatische competitie. In 2016 tekende hij een driejarig contract bij US Palermo, dat een half miljoen euro veil had voor de aanvaller. Op 21 augustus 2016 debuteerde hij in de Serie A tegen US Sassuolo. Zijn eerste competitietreffer volgde op 18 september 2016 tegen Crotone. Drie dagen later maakte Nestorovski het enige doelpunt in een uitwedstrijd tegen Atalanta Bergamo.

## Clubstatistieken
| Seizoen | Club               | Land            | Competitie     | Wed. | Doelp. |
| ------- | ------------------ | --------------- | -------------- | ---- | ------ |
| 2007/08 | Pobeda Prilep      | Noord-Macedonië | Prva Liga      | 11   | 6      |
| 2008/09 | Pobeda Prilep      | Noord-Macedonië | Prva Liga      | 27   | 6      |
| 2009/10 | Pobeda Prilep      | Noord-Macedonië | Prva Liga      | 15   | 10     |
| 2009/10 | 1. FC Slovácko     | Tsjechië        | Gambrinus liga | 11   | 1      |
| 2010/11 | 1. FC Slovácko     | Tsjechië        | Gambrinus liga | 17   | 1      |
| 2011/12 | → Viktoria Žižkov  | Tsjechië        | Gambrinus liga | 13   | 1      |
| 2011/12 | → Metaloerg Skopje | Noord-Macedonië | Prva Liga      | 14   | 1      |
| 2012/13 | → Metaloerg Skopje | Noord-Macedonië | Prva Liga      | 6    | 0      |
| 2013/14 | Inter Zaprešić     | Kroatië         | 2. HNL         | 30   | 20     |
| 2014/15 | Inter Zaprešić     | Kroatië         | 2. HNL         | 27   | 24     |
| 2015/16 | Inter Zaprešić     | Kroatië         | 1. HNL         | 33   | 25     |
| 2016/17 | US Palermo         | Italië          | Serie A        | 37   | 11     |
| 2017/18 | US Palermo         | Italië          | Serie B        | 31   | 13     |
| 2018/19 | US Palermo         | Italië          | Serie B        | 14   | 6      |
| Totaal  | Totaal             | Totaal          | Totaal         | 286  | 125    |

## Interlandcarrière
Nestorovski debuteerde op 9 oktober 2015 voor Macedonië in de EK-kwalificatiewedstrijd tegen Oekraïne. Zijn eerste interlanddoelpunt maakte hij op 29 mei 2016 tegen Azerbeidzjan.
1 Silvestri ·
2 Ebosele · 
4 Lovrić ·
5 Guessand ·
6 Zarraga ·
7 Success ·
8 Quina ·
9 Davis ·
10 Deulofeu ·
12 Kamara ·
13 Ferreira ·
14 Abankwah ·
15 Buta ·
17 Lucca ·
18 Pérez ·
19 Ehizibue ·
20 Semedo ·
22 Brenner ·
23 Ebosse ·
24 Samardžić ·
26 Thauvin  ·
27 Kabasele ·
28 Benkovic ·
29 Bijol ·
30 Giannetti ·
31 Kristensen ·
32 Payero ·
33 Zemura ·
34 Diawara ·
40 Okoye ·
79 Pejičić ·
93 Padelli ·
99 Piana ·
Karlström ·
Ekkelenkamp ·
Esteves ·
Bravo ·
Pizarro ·
Coach: Runjaic